# Pedro Nahuel Fernández
Pedro Nahuel Fernández (Villa Adelina, Argentina, 5 de abril de 1987) es un futbolista argentino. Su posición es la de arquero en el Deportivo Merlo de la Primera B.

## Trayectoria
Participó sus primeros años de futbolista como arquero suplente en el Club Atlético Chacarita Juniors. En 2013 fue cedido al Club Villa Dálmine y a fines de 2015 volvió al plantel de Club Atlético Chacarita Juniors.

## Clubes
| Club                   | País      | Año           | PJ | Goles |
| ---------------------- | --------- | ------------- | -- | ----- |
| Chacarita Jrs          | Argentina | 2008 - 2013   | 16 | 0     |
| Villa Dálmine (Cedido) | Argentina | 2013 - 2015   | 28 | 0     |
| Chacarita Jrs          | Argentina | 2016 - 2018   | 40 | 0     |
| San Martín de Tucumán  | Argentina | 2019 - 2020   | 5  | 0     |
| Club Atlético Alvarado | Argentina | 2020 - 2022   | 73 | 0     |
| Club Atlético Atlanta  | Argentina | 2023          | -  | -     |
| Deportivo Merlo        | Argentina | 2024-presente |    |       |

Club deportivo merlo

## Logros
| Título                                  | Club              | País      | Año     |
| --------------------------------------- | ----------------- | --------- | ------- |
| Ascenso a Primera División de Argentina | Chacarita Juniors | Argentina | 2017/18 |